# ジョン・ナッシュ (画家)

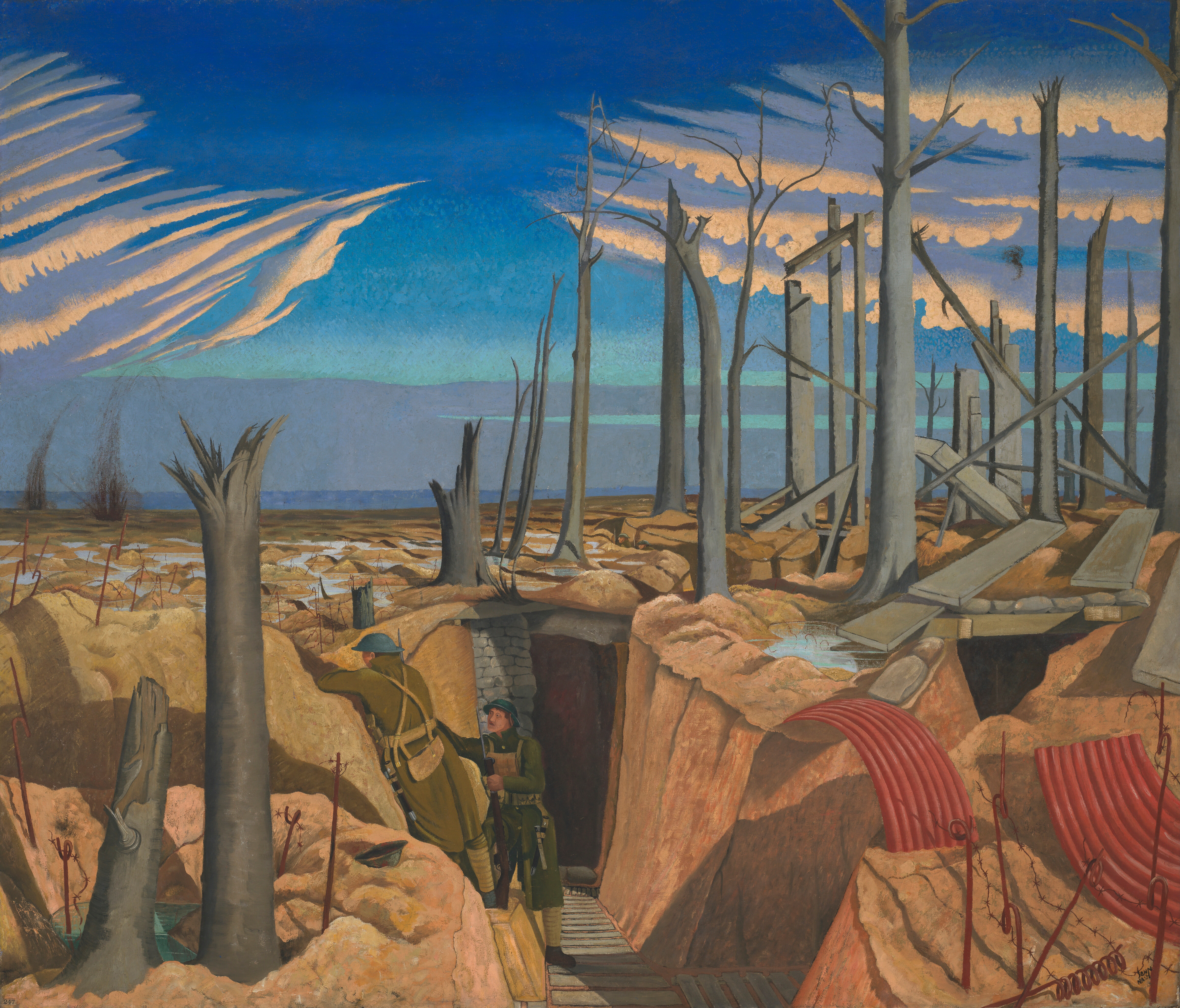
ジョン・ナッシュが1917年に描いた「Oppy Wood, 1917. Evening」、帝国戦争博物館蔵

ジョン・ナッシュ（John Northcote Nash CBE, RA、1893年4月11日 - 1977年9月23日）はイギリスの画家、木版画家、イラストレーターである。風景や静物画を描いた。戦争画などで知られるポール・ナッシュ（1889-1946)の弟である。

## 略歴
ロンドンで生まれた。父親はオックスフォードシャーの地方裁判所の判事を務めた法律家であった。母親は多くの海軍軍人を出した家系の出身であったが、母親は精神疾患のため、1910年に精神病院で亡くなった。
1901年に家族とバッキンガムシャーのIver Heathに移り、スラウの学校で学んだ後、ウエリントン・カレッジ(Wellington College)で学んだ。植物学が好きであったが、1910年に卒業した後は地元の新聞「Middlesex and Berkshire Gazette」の新聞記者になった。その年、兄のポール・ナッシュがスレード美術学校で絵を学び始め、兄が友人となったクロートン・ペリュー(Claughton Pellew)やドーラ・キャリントン(Dora Carrington)といった画家、版画家と知り合った。
ジョン・ナッシュは公的な美術教育を受ける事はなかったが、兄の勧めで絵を描くようになった。はじめ水彩で、宗教的な題材や戯画、風景画を描いた。1913年にロンドンの画廊で兄と共同展を開き、1914年にポール・ナッシュを中心に結成されたイギリスの前衛芸術家のグループ、「ロンドン・グループ」の会員に加わった。1915年にハロルド・ギルマンと親しくなり、ギルマンの勧めで油絵も描くようになり風景画も描いた。ギルマンやチャールズ・ジナー、ロバート・ベヴァンらとグループ展に出展した。
第一次世界大戦が始まると、健康状態から軍への入隊は認められなかったが1916年11月から1918年1月の間、芸術家の戦争協力部隊「Artists Rifles」に参加した。兄は1914年にこの部隊に参加していた。1917年のパッシェンデールの戦いやカンブレーの戦いに参加した。兄の推薦で1918年から公式戦争画家になった。ナッシュの戦争画の代表作には帝国戦争博物館で展示されている「Over the Top」がある。この絵が描かれたカンブレー近くでの戦いでは多くの「Artists Rifles」の隊員も戦死したがナッシュは生き残って3か月後にこの作品を描いた 。
1918年5月にドーラ・キャリントンの友人でスレード美術学校の学生のドイツ系の女性、ドロシー(Dorothy Christine Kühlenthal)と結婚した。1930年に息子が生まれたが4歳で事故で亡くなった。
1918年から1921年の間はバッキンガムシャーのGerrard's Cross,に住み、夏はロンドン郊外のチルターン丘陵やグロスターシャーにでて風景画を描いた。1919年にニュー・イングリッシュ・アート・クラブの会員になった。1921年からロンドンの文芸誌「London Mercury」で美術評論家として働いた。1921年にバッキンガムシャーのPrinces Risboroughに移った。
1923年にその年最初の展覧会を開いた、「Modern English Water-colour Society」の会員となり、各地で風景画を描き、1924年から1929年の間はオクスフォードの美術学校(Ruskin School of Drawing and Fine Art) で教えた。1927年には有毒植物に関する本を執筆し、イラストを描いた。木版画家や書籍のイラストレーターとしても働いた。
第二次世界大戦が始まると、1940年にイギリス海兵隊の大尉の階級を持つ公式戦争芸術家として海軍本部などで、1944年11月まで働いた。
1940年にロイヤル・アカデミー・オブ・アーツの準会員に選ばれ、1951年に正会員に選ばれた。1964年に大英帝国勲章のコマンダー（司令官 CBE）を受勲した。
1977年にエセックスのコルチェスターで84歳で亡くなった。

## 関連文献
- Blythe, Ronald. John Nash's Cats. (2003. Liverpool: Wood Lea) ISBN 0-9543185-2-8
- Colvin, Clare. John Nash Book Designs. (1986. Colchester: The Minories) ISBN 0-948252-01-4
- Freer, Allen. John Nash: The Delighted Eye. (1993. London: Ashgate) ISBN 0-85967-958-6 (hard) ISBN 1-85928-000-5 (paper)
- Friend, Andy. John Nash : the landscape of love and solace. (2020. London: Thames & Hudson) ISBN 978-0500022900
- Greenwood, Jeremy, ed. The Wood Engravings of John Nash. A Catalogue of the Wood Engravings, Early Lithographs, Etchings and Engravings on Metal (1987. Liverpool: Wood Lea)
- John Nash. (British Artists of Today, 11.) (1925. London: Fleuron)
- Lambirth, Andrew. John Nash: Artist and Countryman. (2020. London: Unicorn) ISBN 978-1-916495-70-8
- Lascelles, Venetia John Nash in Meadle 1922–1939 (2006, privately published)
- Lewis, John. John Nash: The Painter as Illustrator. (1978. Godalming: Pendomer) ISBN 0-906267-00-5 ISBN 0-920538-01-0
- Nash, John. English Garden Flowers. (1948. London: Duckworth)
- Packer, William. "John Nash and Over the Top." The Jackdaw (December/January 2006)
- Rothenstein, John. John Nash (1983. London. MacDonald) ISBN 0-356-09780-3